# Louis Gurlitt
Pour les articles homonymes, voir Gurlitt.
Louis Gurlitt, né Heinrich Louis Theodor Gurlitt le 8 mars 1812 à Altona et mort le 19 septembre 1897, est un peintre allemand et danois.

## Biographie
Il est le frère du compositeur Cornelius Gurlitt (1820-1901). Il étudie à Copenhague en 1832. Il choisit le côté allemand lors des conflits de 1848 et 1864, lorsque la Prusse remporte la guerre, mais il conserve des liens avec les peintres danois.

## Galerie

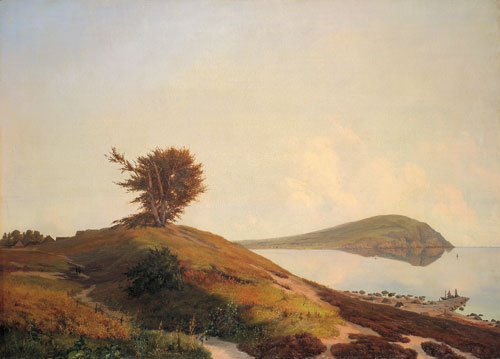
Paysage près de Kullen (vers 1834)
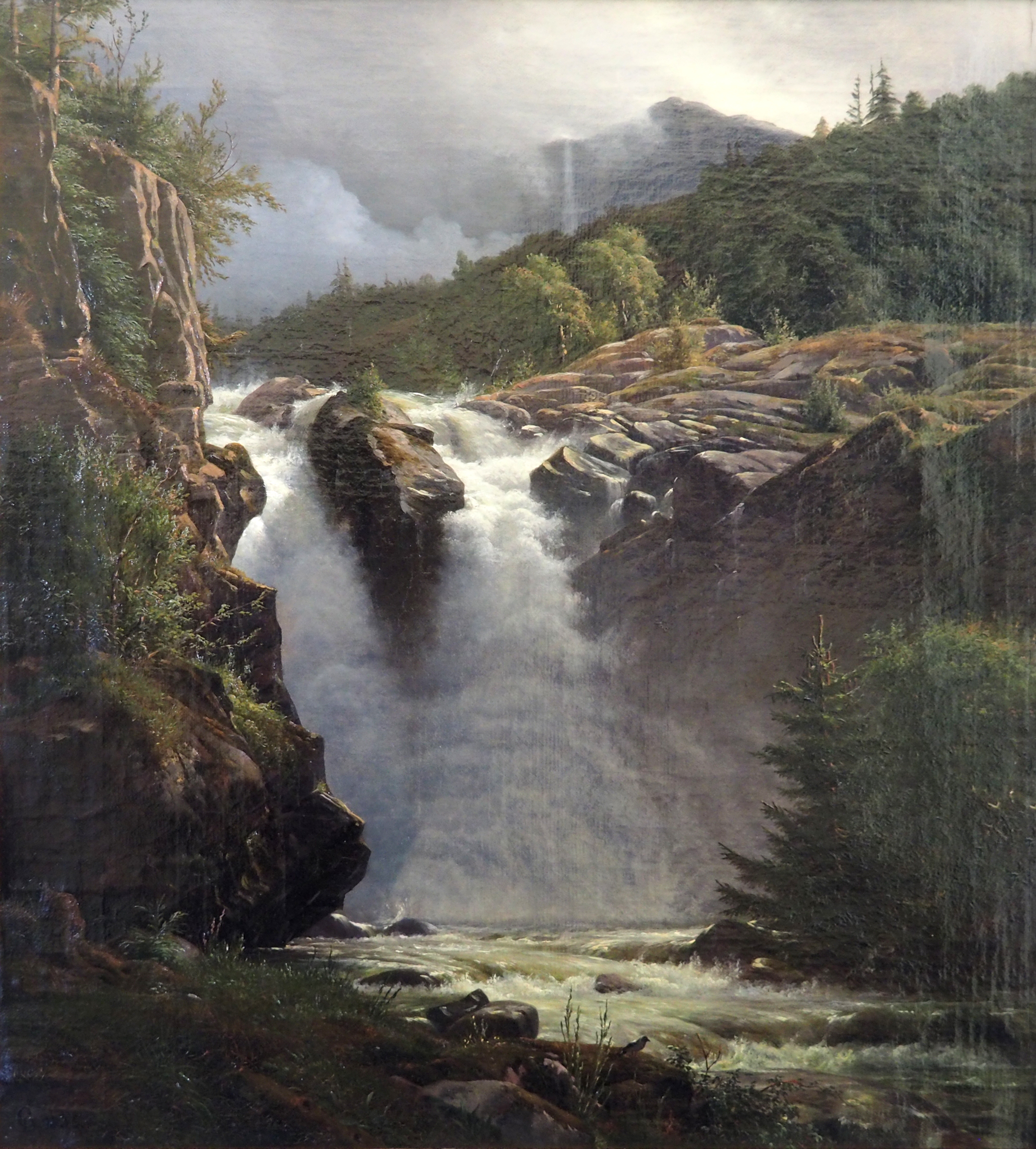
Chute d'eau
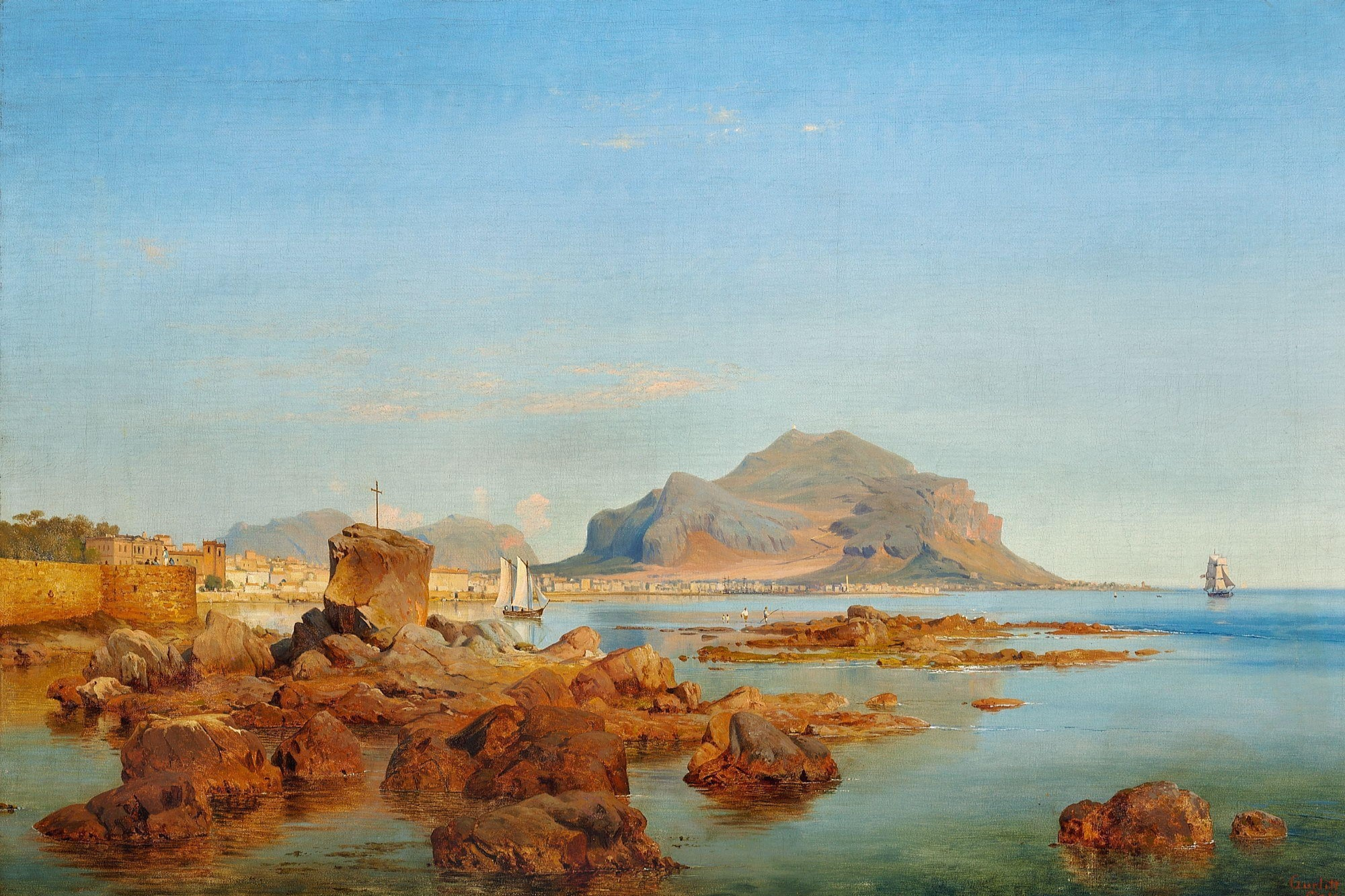
Vue de Palerme
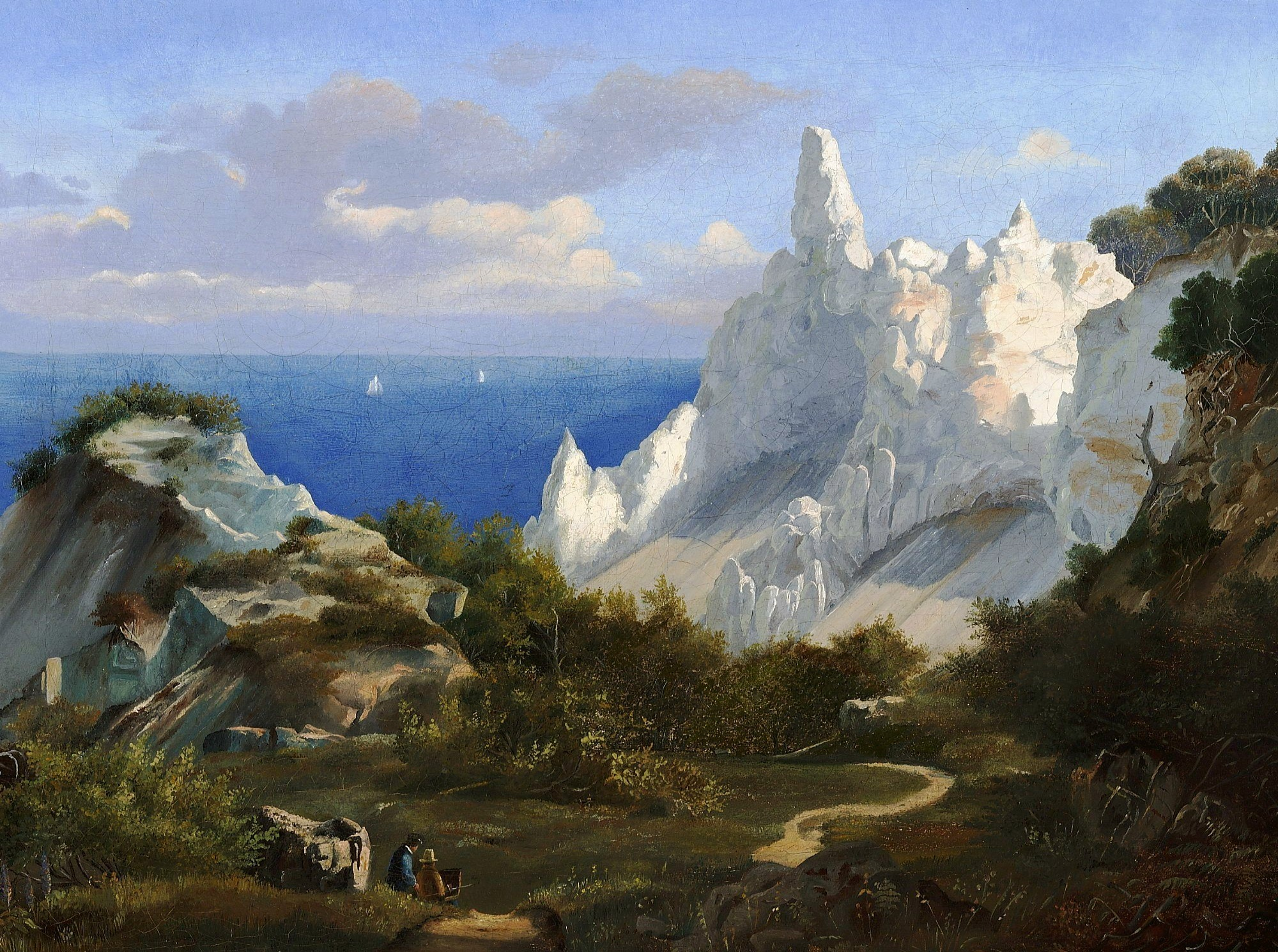